# Храпач Микита Ісакович
Храпач Микита Ісакович (1908, Зіньківський повіт Полтавської губернії? — жовтень 1970) — Герой Соціалістичної Праці (1947). До війни очолював колгосп «Труд бідняка» в селі Храпачів Яр, що тривалий час був єдиним у Грунському районі. Учасник Другої світової війни (брав участь у боях під Ленінградом). 1944 року очолив малопавлівський колгосп «Спільна праця».
Площу в 70 га було скопано вручну, засіяно і зібрано урожай під керівництвом Микити Ісаковича. В 1947 році колгосп зібрав по 22 центнера зернових, а жита по 30,2 ц з кожного гектара посіву на площі 40 га.

## Нагороди
Ордени Слави